# Peter Shinkoda
Peter Shinkoda, né le 25 mars 1971 à Montréal, est un acteur de cinéma et de télévision canadien qui joue le rôle de Dai dans la série de science-fiction de TNT Falling Skies de Steven Spielberg et le rôle de Nobu dans la série Dardevil.
Pater Shinkoda a également joué dans des films tels que War (en tant que Harbour Yanagawa Shatei), I, Robot (en tant que détective Chin) ; Paycheck et des émissions de télévision telles que Hawaii Five-5-0 (en tant qu'Alan Kim), Sanctuary (en tant qu'Andy Fetz), Dark Angel (en tant qu'Albino X), Stargate SG-1, Supernatural, The L Word (en tant que Bryan Karikawa), Kingdom Hospital, Andromeda (en tant que Burke), Cold Squad, Masked Rider et les Power Rangers originaux de Mighty Morphin (dans les deux séries en tant que Ferrian).

## Biographie
Peter Shinkoda est né le 25 mars 1971 à Montréal au Québec, où son frère Michael et lui ont grandi. Il s'est concentré sur une carrière liée au cinéma dès son plus jeune âge.  
Sa première tentative d'acteur est survenue lorsqu'il a assisté à un casting international pour le rôle de Short Round dans le film de Steven Spielberg Indiana Jones et le Temple of Doom. Il n'a pas obtenu le rôle et a continué à se concentrer sur le sport (hockey, ski, football, baseball, judo). 
Il a également étudié le piano classique et a été identifié comme l'un des meilleurs jeunes pianistes au Canada à l'âge de 13 ans. 
À 18 ans, il a déménagé 1 an à Toronto pour rester chez des parents. Il a étudié à l'Université de Western Ontario pour obtenir un diplôme en génie civil. 
Il a commencé à passer des étés à Los Angeles et a finalement fait la transition pour étudier la post-production pour le cinéma et la télévision à UCLA.

## Filmographie
- 1991 : If Looks Could Kill : French Club
- 2001 : Crash and Byrnes : Victor Video
- 2003 : Paycheck : Suit
- 2004 : Miracle : Japanese Athlete
- 2004 : The Truth About Miranda : Male Model
- 2004 : I, Robot : Chin
- 2004 : Lucky Stars : Peter
- 2006 : Spymate : Mountain Guard
- 2006 : Man About Town : Agency Assistant
- 2007 : War : Harbor Yanagawa Shatei
- 2007 : Battle in Seattle : Protester Uncredited
- 2009 : The Hole : Young Cop
- 2014 : Godzilla : Muto Crow's Nest Tech #1
- 2014 : Jackhammer : Nee Long
- 2014 : Zero Day : Tseung Short
- 2014 : Dragons Vs. Robots : Reiling Short
- 2014 : The Lady Killers : Brian
- 2015 : Western Religion : Chinaman Dan
- 2015 : Inflection : Chad
- 2019 : Midway : Minoru Genda [4].
- 2025 : Normal de Ben Wheatley